# Carinska uprava Republike Slovenije
Carinska uprava Republike Slovenije je bila med letoma 1991 in 2014 del slovenske javne uprave in je predstavljala slovensko carinsko službo. Carinska uprava Republike Slovenije je bila organ v sestavi Ministrstva za finance, njen sedež pa je bil v Ljubljani.

## Zgodovina Carinske uprave Republike Slovenije
Carinsko službovanje na Slovenskem  ima že  dolgo zgodovino, ki sega v čase Habsburške monarhije , v obdobje med obema svetovnima vojnama in v obdobje povojne Jugoslavije.  Vse do leta 1947 je bil sistem carinskega službovanja dualen- poleg carinske inšpekcije je ločeno delovala še podporna operativna služba- finančna straža.  Od tedaj naprej je področje carinske inšpekcije in operativnega carinskega stražarjenja urejeno v okviru enotne službe, sprva v okviru jugoslovanske zvezne carine, od 25. julija 1991 pa v okviru Carinske uprave Republike Slovenije.
Z osamosvojitvijo je Slovenija dejansko v noči med 25. in 26. junijem 1991 že takoj vzpostavila samostojno carinsko območje. Slovenski cariniki so tudi v času napadov Jugoslovanske ljudske vojske (JLA) poskrbeli za carinjenje blaga, predvsem tistega, ki je bilo nujno potrebno za proizvodnjo v podjetjih, ob tem pa še blaga, ki je bilo nujno za obrambo nove države.  Carinsko delo so tedaj opravljali tudi na neuradnih lokacijah: v podjetjih, skladiščih, trgovinah, na cestah itd.,  del poslovanja pa tudi na mejnih prehodih, kjer je bilo delo zaradi napada oziroma zasedbe s strani JLA še zlasti zahtevno in naporno. Čeprav med osamosvojitveno vojno med cariniki ni bilo žrtev (iz najbolj nevarnih lokacij so se praviloma umaknili), je bilo namreč takoj jasno, da je velik del napadov osredotočen prav na zasedbo mejnih prehodov in na uničenje rojevajoče se slovenske carinske službe. Čeprav je Slovenija že v času osamosvojitvene vojne vzpostavila svoj lasten carinski nadzor, je samostojno carinsko območje pravno-formalno je uvedla šele 8. oktobra 1991, ko je bila vzpostavljena južna meja.
Po odpravi dohodarstvenega nadzora v letu 1947 se je operativni stražniški nadzor skoraj ves čas dogajal pod zaščito obmejnih policistov oziroma miličnikov, zato je bila jugoslovanska in na začetku tudi slovenska carinska služba razen občasnih izjem neoborožena tudi v obmejni operativi. Zaradi povečanja potreb po carinskem nadzoru gibanja blaga pa so prenovljeni mobilni oddelki leta 1997 pričeli nositi orožje. S približevanjem Evropski uniji je Slovenija leta 1997 z vrsto drugih držav sporazumno vstopila v tako imenovani Panevropski sistem diagonalne kumulacije porekla, ki  v medsebojnih odnosih med državami podpisnicami prinaša posebne ugodnosti glede porekla blaga. Od leta 1999 je carinska služba ponovno postala carinsko-dohodarstvena služba, saj je pričela pobirati trošarine. Od 1. maja 2004 Slovenija pripada enotnemu carinskemu območju Evropske unije, pri čemer cariniki pri svojem delu uporabljajo tako evropsko pravo, nacionalno pravo in mednarodno pravo. Janševa vlada je za 1. julij 2013 načrtovala združitev davčne in carinske uprave v ustanovo z delovnim imenom »Finančna uprava«, toda zaradi padca te vlade v marcu 2013 do združitve obeh služb še ni prišlo dne 01.07.2013. Tega dne je bila zaradi vstopa Hrvaške v Evropsko unijo ukinjena »južna« carinska meja, cariniki so se z meje umaknili, carinska služba pa je veliko uslužbencev premestila v mobilne oddelke. V času vlade Alenke Bratušek je Državni zbor Republike Slovenije 31. marca 2014 sprejel Zakon o finančni upravi (ZFU), ki je določil, da se carinska in davčna služba 01.08.2014 združita v enotno Finančno upravo. Vlada Republike Slovenije je 15.07.21014 na dopisni seji za vršilko dolžnosti generalne direktorice finančne uprave imenovala Jano Ahčin, in sicer do imenovanja generalnega direktorja Finančne uprave Republike Slovenije po opravljenem natečajnem postopku, vendar največ za šest mesecev. Položaj je nastopila s 16. julijem 2014. Jani Ahčin je zaradi tega dne 15.07.2014 prenehal mandat generalne direktorice Davčne uprave Republike Slovenije, 31. 7. 2014 pa je bil s položaja generalnega direktorja Carinske uprave Republike Slovenije razrešen tudi Rajko Skubic. Od 01.08.2014 namesto nekadanje Carinske uprave Republike Slovenije deluje Finančna uprava Republike Slovenije in s to združitvijo je bilo konec slovenske carinske službe kot od drugih upravno-davčnih organizacij neodvisne institucije. Znotraj Finančne uprave Republike Slovenije so do 31.12.2014 še obstajali carinski uradi, ki pa so bili 01.01.2015 skupaj z davčnimi uradi poenoteni v finančne urade. Carinski poklic se je tudi po tem datumu po imenu ohranil v nazivih carinika, čeprav  ta naziv ne predstavlja več tudi carinskih inšpektorjev in carinskih svetovalcev, poleg tega pa je znotraj Finančne uprave Republike Slovenije organizirana tudi Uprava za carine pod vodstvom novega direktorja Stanislava Mikuža

## Delovanje slovenske carine
Slovenska carina je bila ena od carinskih služb Evropske unije. Zato je morala upoštevati evropsko carinsko pravo, mednarodno pravo, katerega del sta Slovenija in Evropska unija, pa tudi določene nacionalne predpise. Z ukinitvijo carinske meje proti Italiji, Avstriji in Madžarski je veliko večji poudarek dobila meja s Hrvaško, leta 2013 pa je bila ukinjena tudi ta carinska meja.
Na splošno je slovenska carinska služba opravljala predvsem sledeče naloge:
- pobiranje uvoznih in izvoznih dajatev ter drugih dajatev, ki se pobirajo ob uvozu, pobiranje  trošarin, proizvodnih dajatev na sladkor ter drugih dajatev, za pobiranje katerih je pristojna carinska služba
- nadzor nad prometom trošarinskih izdelkov in pobiranje trošarin
- opravljanje nadzora nad zakonitostjo, pravilnostjo in pravočasnostjo izpolnjevanja obveznosti, določenih s carinskimi, trošarinskimi in drugimi predpisi, za nadzor nad izvajanjem katerih je pristojna služba
- preprečevanje in odkrivanje carinskih in trošarinskih prekrškov ter drugih kaznivih ravnanj, določenih s predpisi, za nadzor nad izvajanjem katerih je pristojna carinska služba
- nadzor nad vnosom, iznosom in tranzitom blaga, za katero so predpisani posebni ukrepi (izvajanje prepovedi in omejitev glede uvoza in izvoza blaga; to so ukrepi, ki so povezani s posebnim blagom kot so orožje, strelivo, zaščitene rastlinske in živalske vrste, nadalje ukrepi, ki zadevajo zdravje ljudi, živali in rastlin ter preprečevanje terorizma)
- varnostna kontrola blaga ob vnosu in iznosu blaga
- izvajanje ukrepov zunanjetrgovinske politike in skupne kmetijske politike
- zbiranje podatkov za statistične potrebe
- drugo: pobiranje okoljskih dajatev, ki se v Sloveniji plačujejo za onesnaževanje okolja;  ki se v Sloveniji plačujejo za onesnaževanje okolja, nadzor vinjet, nadzor prevozov v cestnem prometu,

V letu 2009 so slovenski cariniki pobirali predvsem trošarine (67,4%) in uvozni davek na dodano vrednost (26%) - davki na mednarodno trgovino so predstavljali le 4%, okoljske dajatve pa le 1,6% pobranih dajatev. Obseg pobranih davkov na mednarodno trgovino (carine, kmetijske dajatve, izravnalne in proti-dampinške dajatve), ki jih slovenska carinska uprava mesečno vplačuje v evropski proračun, je dosegel višino 92 milijonov evrov. Pobranih dajatev, ki polnijo državni proračun Slovenije, je bilo za 2.097.394.296 evrov (pri tem gre večinoma za trošarine, pomemben je tudi davek na dodano vrednost, nekaj tega denarja prihaja od okoljskih dajatev), kar je predstavljalo 27,85% vseh prihodkov proračuna Republike Slovenije.

## Organizacija slovenske carine
31. decembra 2009 je bilo v Carinski upravi Republike Slovenije zaposlenih 1.717 delavcev, v upravi pa je že več let obstajal trend postopnega zmanjševanja števila uslužbencev.   
Slovenska carina je bila sestavljena iz sledeče hierarhije:
- Generalni direktor in njegov namestnik. Slovensko carino je od 25. junija 1991 do 23. novembra 2007 kar šestnajst let vodil dolgoletni generalni direktor Franc Košir, v slovenski državni upravi pa ni nobenega direktorja tako pomembnega sektorja, ki bi se na vodilnem mestu uspel obdržati tako dolgo; na davčni upravi se je v tem času npr. izmenjalo pol ducata direktorjev.[21]  Od 23. novembra 2007 do 31.07.2014 pa je carinsko službo vodil generalni direktor Rajko Skubic.[22][23] Med letoma 1994 in 2007 je položaj namestnika zasedal Viljem Belovič, med letoma 2007 in 2014 pa Stanislav Mikuž.
- Generalni carinski urad (v njegovem okviru deluje tudi carinski laboratorij)
- posamezni carinski uradi:
  - Carinski urad Brežice
  - Carinski urad Celje
  - Carinski urad Dravograd
  - Carinski urad Jesenice
  - Carinski urad Koper
  - Carinski urad Ljubljana
  - Carinski urad Maribor
  - Carinski urad Murska Sobota
  - Carinski urad Nova Gorica
  - Carinski urad Sežana

## Uniforma in položajne oznake
V slovenski carinski službi je sprva v uporabi ostala nekoliko spremenjena jugoslovanska carinska uniforma, nato pa je bila leta 1992 uvedena sivkasto-zelena uniforma, ki se vse do leta 2011 ni bistveno spremenila. Zaradi povečanja potreb po carinskem nadzoru gibanja blaga pa so leta 1997 ustanovljeni mobilni oddelki pričeli nositi orožje. Položajne oznake slovenskih carinikov na tej stari slovenski uniformi so označevale sledeče skupine zaposlenih:
- carinik
- carinik na vodstvenem položaju
- višji carinik; inšpektor III.
- višji carinik na vodstvenem položaju
- carinik z visoko izobrazbo
- carinik z visoko izobrazbo na vodstvenem položaju
- pomočnik upravnika
- upravnik

Leta 2011 so pričeli cariniki poleg stare uniforme nositi še novo uniformo, ki je tako po svoji obliki kot po številnih zelenih odtenkih prinesla vrsto novosti. Poleg običajnih oznak na uniformah, je bil uveden zelo zapleten sistem številnih položajnih oznak:
- carinik III ali izterjevalec III
- vodja v stopnji naziva III
- carinik II ali izterjevalec II
- vodja v stopnji naziva II
- carinik I ali izterjevalec I
- vodja v stopnji naziva I
- višji carinik III ali višji izterjevalec III
- vodja z višjo izobrazbo v stopnji naziva III
- višji carinik II ali višji izterjevalec II
- vodja z višjo izobrazbo v stopnji naziva II
- višji carinik I ali višji izterjevalec I
- vodja z višjo izobrazbo v stopnji naziva I
- carinski svetovalec inšpektor  III ali izterjevalec svetovalec III
- vodja svetovalec v stopnji naziva III
- carinski svetovalec inšpektor  II ali izterjevalec svetovalec II
- vodja svetovalec v stopnji naziva II
- carinski svetovalec inšpektor  I ali izterjevalec svetovalec I
- vodja svetovalec v stopnji naziva I
- višji carinski svetovalec inšpektor  III ali višji carinski inšpektor III ali višji izterjevalec svetovalec III
- vodja višji svetovalec v stopnji naziva III
- višji carinski svetovalec inšpektor  II ali višji carinski inšpektor II ali višji izterjevalec svetovalec II
- vodja višji svetovalec v stopnji naziva II
- višji carinski svetovalec inšpektor  I ali višji carinski inšpektor I ali višji izterjevalec svetovalec I
- vodja višji svetovalec v stopnji naziva I
- carinski svetnik
- vodja v nazivu carinskega svetnika
- višji carinski svetnik
- vodja v nazivu višjega carinskega svetnika
- direktor carinskega urada v nazivu carinskega svetnika ali pomočnik direktorja carinskega urada v nazivu carinskega svetnika
- direktor carinskega urada v nazivu višji carinski svetnik
- namestnik generalnega direktorja
- generalni direktor

## Priznanja in odlikovanja
7. oktobra 2011 je predsednik Republike Slovenije Danilo Türk CURS odlikoval z zlatim redom za zasluge Republike Slovenije »za izjemen prispevek k vzpostavitvi sodobne carinske službe od osamosvojitve Republike Slovenije do današnjih dni«.

## Znani uslužbenci Carinske uprave Republike Slovenije
- Darko Žigon (strokovnjak za področje prepovedanih drog in za področje tihotapstva,veteran vojne za Slovenijo)
- Franc Košir (dolgoletni generalni direktor)
- Jure Bačar (direktor Carinskega urada Nova Gorica)
- Matej Bohinc (vodja Carinskega laboratorija v Ljubljani)
- Milan Jarnovič (direktor Carinskega urada Maribor)
- Milan Bogatič (strokovnjak za pomorsko carino, direktor Carinskega urada Koper)
- Rajko Skubic (generalni direktor)
- Stanislav Mikuž (namestnik generalnega direktorja)
- Viljem Belovič (namestnik generalnega direktorja)